# Grey's Anatomy (16.ª temporada)
A décima sexta temporada do drama médico televisivo americano Grey's Anatomy foi encomendada em 10 de maio de 2019 pela American Broadcasting Company (ABC), estreou em 26 de setembro de 2019 e foi concluída em 9 de abril de 2020. A contagem de episódios para a temporada inicialmente era de 24 episódios, passou para 25 e devido à pandemia de COVID-19 foi encurtada para 21 episódios  e se tornou a primeira temporada a não terminar no mês de maio em todos os seus quinze anos. A pandemia, aliás, fez dela uma das temporadas mais curtas, com apenas a primeira e a quarta temporadas com uma contagem menor de episódios, com 9 e 17 episódios respectivamente. A temporada foi produzida pela ABC Studios, em associação com a Shondaland Production Company e a Entertainment One Television, com Shonda Rhimes, Betsy Beers, Mark Gordon, Debbie Allen, Zoanne Clack, Fred Einesman, Andy Reaser e Meg Marinis como produtores executivos e Krista Vernoff servindo como showrunner e produtora executiva. A temporada foi ao ar na temporada de transmissão de 2019-20 às noites de quinta-feira às 20h00, nos primeiros 9 episódios, e às 21h00 nos demais, horário do leste dos EUA.
Essa é a primeira temporada a contar com Greg Germann como Dr. Tom Koracick, Jake Borelli como Dr. Levi Schmitt e Chris Carmack como Dr. Atticus "Link" Lincoln no elenco principal, com Germann e Borelli tendo sidos introduzidos como recorrentes na temporada catorze e Carmack sendo apresentado na quinze. É também última temporada a contar com Justin Chambers como Dr. Alex Karev no elenco principal, cuja introdução ocorreu na primeira temporada. Sua última aparição física ocorreu no oitavo episódio intitulado "My Shot", em 2019, no entanto, a despedida de seu personagem ocorreu 8 episódios depois, no episódio "Leave a Light On".
A décima sexta temporada estrela Ellen Pompeo como Dra. Meredith Grey, Justin Chambers como Dr. Alex Karev, Chandra Wilson como Dra. Miranda Bailey, James Pickens Jr. como Dr. Richard Webber, Kevin McKidd como Dr. Owen Hunt, Jesse Williams como Dr. Jackson Avery, Caterina Scorsone como Dra. Amelia Shepherd, Camilla Luddington como Dra. Jo Wilson, Kelly McCreary como Dra. Maggie Pierce, Giacomo Gianniotti como Dr. Andrew DeLuca, Kim Raver como Dra. Teddy Altman, Greg Germann como Dr. Tom Koracick, Jake Borelli como Dr. Levi Schmitt e Chris Carmack como Dr. Atticus "Link" Lincoln.
A temporada terminou com uma média de 9.39 milhões de espectadores e ficou classificada em 22.º lugar na audiência total, maior do que a temporada anterior, e classificada em 6.º no grupo demográfico de 18 a 49 anos. O final da temporada terminou com 7.33 milhões de espectadores, uma melhoria em relação aos 5.99 milhões de visualizações da temporada anterior.

## Enredo
A temporada segue a história dos residentes, bolsistas e atendentes cirúrgicos, à medida que experimentam as dificuldades das carreiras competitivas que escolheram. Está situado na ala cirúrgica do fictício Grey Sloan Memorial Hospital, localizado em Seattle, Washington.
As principais histórias da temporada incluem o julgamento iminente da recentemente dispensada Dra. Meredith Grey, que luta por sua licença médica enquanto discute sua vida amorosa com o residente cirúrgico Andrew DeLuca, que começa a ter mania bipolar. Alex Karev e Richard Webber, que também foram demitidos pela Chefe Dra. Miranda Bailey, começam a trabalhar no Pac-North Hospital. Outras histórias incluem o caso de Teddy Altman com Tom Koracick na sequência de seu noivado com Owen Hunt, a gravidez surpresa de Amelia Shepherd, com a paternidade do bebê posta em dúvida, o término de Jackson Avery e Maggie Pierce, e a saída de Jo Karev da ala psiquiátrica após o tratamento.

## Elenco e personagens
| - Ellen Pompeo como Dra. Meredith Grey - Justin Chambers como Dr. Alex Karev - Chandra Wilson como Dra. Miranda Bailey - James Pickens Jr. como Dr. Richard Webber - Kevin McKidd como Dr. Owen Hunt - Jesse Williams como Dr. Jackson Avery - Caterina Scorsone como Dra. Amelia Shepherd - Camilla Luddington como Dra. Jo Karev - Kelly McCreary como Dra. Maggie Pierce - Giacomo Gianniotti como Dr. Andrew DeLuca - Kim Raver como Dra. Teddy Altman - Greg Germann como Dr. Thomas Koracick - Jake Borelli como Dr. Levi Schmitt - Chris Carmack como Dr. Atticus Lincoln | - Debbie Allen como Dra. Catherine Fox - Barrett Doss como Victoria "Vic" Hughes - Stefania Spampinato como Dra. Carina DeLuca - Cleo King como Robin - Sophia Ali como Dra. Dahlia Qadri - Alex Landi como Dr. Nico Kim - Devika Parikh como Nancy Klein - Jason George como Dr. Ben Warren - Jaicy Elliot como Dra. Taryn Helm - Jasmine Guy como Gemma Larson - Alex Blue Davis como Dr. Casey Parker - Richard Flood como Dr. Cormac Hayes - Sarah Rafferty como Suzanne - Lindy Booth como Hadley | - Lisa Ann Walter como Shirley Gregory - Mike McColl como Paul Castello - Omar Leyva como Luis Rivera - Robin Pearson Rose como Patricia Murphy - Ray Ford como Ray Sutera - Skyler Shaye como Katie Bryce - Miguel Sandoval como Pruitt Herrera - Grey Damon como Jack Gibson - Okieriete Onaodowan como Dean Miller - Richard Jin como Elliott Calhoun - Adriana DeGirolami como Finley Calhoun - Michelle Gardner como Myrna Schmitt - Shoshannah Stern como Dra. Lauren Riley - Danielle Savre como Maya Bishop - Heather McComb como Rachel Burke - BJ Tanner como William George Bailey Jones - Debra Mooney como Evelyn Hunt - Alyssa Milano como Haylee Peterson - Holly Marie Combs como Heidi Peterson |

Nota
1. ↑  Creditado até o episódio 16

## Episódios
| N.º na série | N.º na temp. | Título                         | Dirigido por        | Escrito por                   | Exibição original       | Audiência (milhões) |
| --- | ------------ | ------------------------------ | ------------------- | ----------------------------- | ----------------------- | ------------------- |
| 343 | 1            | "Nothing Left to Cling To"     | Debbie Allen        | Krista Vernoff                | 26 de setembro de 2019  | 6.51                |
| Alex deixa Jo em um centro psiquiátrico para que ela possa começar sua estadia de 30 dias. Depois de revelar que eles nunca assinaram oficialmente uma licença de casamento, Jo deu uma saída a Alex. Depois que Jo termina seu tratamento, Alex a propõe em casamento novamente. Enquanto isso, Jackson e Maggie estão tentando evitar um ao outro depois de decidirem seguir caminhos separados. Teddy está lutando com alguns dos desafios que a maternidade traz, enquanto tenta descobrir se iniciar uma vida com Owen seria o passo certo. Os médicos continuam lidando com as consequências após a fraude no seguro: Meredith pode perder sua licença médica a qualquer momento. O relacionamento de Amelia e Link continua a esquentar, e Amelia é surpreendida com uma surpresa |              |                                |                     |                               |                         |                     |
| 344 | 2            | "Back in the Saddle"           | Kevin McKidd        | Meg Marinis                   | 3 de outubro de 2019    | 6.08                |
| Os médicos do Grey Sloan operam um homem que bateu seu carro no carro de Maggie. Owen volta da sua licença paternidade e luta com a nova posição de Tom. A demissão recente de Meredith não a impede de diagnosticar quem está por perto. Richard e Alex começam a trabalhar em um hospital precário e não é fácil. Amelia e Link discutem sobre a gravidez |              |                                |                     |                               |                         |                     |
| 345 | 3            | "Reunited"                     | Michael Medico      | Andy Reaser                   | 10 de outubro de 2019   | 6.09                |
| Em sua primeira cirurgia como assistente, Jo deve convencer a paciente de Meredith a fazer o procedimento sem ela. A paciente concorda e então Jo conversa com Meredith por vídeo chamada. Após a cirurgia, Qadri confronta Bailey sobre demitir Meredith, posteriormente Qadri também é demitida. Enquanto tenta evitar Koracick, Owen e Teddy levam Allison recém-nascida para um passeio pelo hospital antes de Owen dizer a Teddy que ela deveria voltar ao trabalho. Uma coreana desorientada chega ao hospital em busca de seu amor perdido há muito tempo, que também é paciente. Andrew encobre um acidente que Schmitt faz na cirurgia para lhe ensinar uma lição. Amelia debate sobre quando ela e Link devem contar às pessoas sobre o bebê. As coisas esquentam entre Jackson e Vic após sua caminhada. No PacNorth, duas irmãs afastadas se reúnem e precisam decidir se devem desligar a irmã que foi declarada com morte cerebral. Depois que Richard não consegue se aproximar de Catherine, ele decide jantar com sua velha amiga, Gemma. |              |                                |                     |                               |                         |                     |
| 346 | 4            | "It's Raining Men"             | Michael Watkins     | Mark Driscoll                 | 17 de outubro de 2019   | 5.75                |
| Quando o artigo revelador de Meredith sobre o lado obscuro do sistema de saúde se torna viral, Grey Sloan coloca sua reputação em risco. Bailey, furiosa, relutantemente nomeia Andrew como residente-chefe depois que o anterior sai, enviando-a para um suposto ataque de pânico. Koracick oferece à família de um paciente com câncer uma cirurgia gratuita em troca de boa publicidade para o hospital, o que causa uma brecha entre ele e Jackson. Maggie e Teddy tratam uma mulher que foi atropelada por um passageiro clandestino que caiu de um avião em movimento, enquanto Link tenta acalmar o namorado traumatizado da mulher. Depois de passar o dia com Alex e Richard, Owen interrompe sua licença paternidade e começa um novo emprego no PacNorth como Chefe de Trauma. Link diz a Amelia que ele está se apaixonando por ela, enquanto Meredith e Andrew discutem sobre seu comportamento autodestrutivo que a colocou em apuros novamente na corte. Bailey descobre que ela está tendo sintomas o dia todo porque está grávida. |              |                                |                     |                               |                         |                     |
| 347 | 5            | "Breathe Again"                | Chandra Wilson      | Elisabeth R. Finch            | 24 de outubro de 2019   | 6.10                |
| Quando Zola precisa de uma operação para reparar sua derivação da espinha bífida, Meredith não vai para o tribunal. Enquanto Koracick realiza a cirurgia em Zola, Meredith tira suas dúvidas sobre seu relacionamento com Andrew com suas irmãs, e Amelia se preocupa que ela não conheça Link o suficiente para ter um bebê com ele. Bailey e Jo tratam o ex-terapeuta de Jo de seu tempo na instituição psiquiátrica, forçando Jo a se lembrar do mês que ela passou lá. Richard toma café da manhã com sua velha amiga do AA, Gemma, e depois que ele diz a ela que Catherine está ausente ultimamente, Gemma o beija, o que ele rejeita. Bailey diz a Ben que ela está grávida e ele responde em êxtase. Zola passou por uma cirurgia bem-sucedida, mas como Meredith não compareceu ao tribunal, seu advogado diz que ela passará as horas restantes na prisão. |              |                                |                     |                               |                         |                     |
| 348 | 6            | "Whistlin' Past the Graveyard" | Pete Chatmon        | Julie Wong                    | 31 de outubro de 2019   | 5.66                |
| Meredith recebe uma verificação da realidade na prisão quando descobre como sua colega de cela, Paula, se colocou atrás das grades. Alex e Richard tentam impressionar potenciais investidores no PacNorth, apenas para descobrir que o hospital é construído sobre um cemitério, enquanto Jo passa o dia tentando assustar as pessoas com sua fantasia de Halloween. No Grey Sloan, Bailey luta com seus hormônios da gravidez enquanto ela e Teddy discutem fantasias de Halloween para seus filhos. Depois de estar de mau humor o dia todo, Koracick revela a Bailey que ele odeia o Halloween porque seu filho morreu duas semanas antes do feriado. Jackson e Andrew tratam uma jovem garota com queimaduras graves da luz do sol, enquanto Andrew tenta descobrir por que Zola está chateada com ele. Quando Zola finalmente se abre e diz a ele que sente falta do pai, Andrew conta suas histórias sobre o grande cirurgião que Derek era. Amelia e Link almoçam com seus pais, que revelam que estão se casando de novo, perturbando Link, pois ele passou anos indo e voltando entre os dois. |              |                                |                     |                               |                         |                     |
| 349 | 7            | "Papa Don't Preach"            | Daniel Willis       | Jalysa Conway                 | 7 de novembro de 2019   | 6.16                |
| Maggie fica surpresa quando sua prima Sabie, que também é sobrinha de Richard, aparece no hospital com um grande tumor no coração. Enquanto as duas percebem o quanto elas têm em comum, Sabie não quer que Maggie opere por causa de conflito de interesses. Embora Maggie insista que ela é a melhor pessoa para o trabalho e, eventualmente, obtém a permissão do pai de Sabie para realizar a cirurgia, ela perde Sabie na sala de cirurgia devido à coagulação do sangue. Sentindo-se culpada, Maggie é forçada a compartilhar as más notícias com o pai de Sabie, alienando ainda mais a família de Richard, que já está em desacordo com Catherine por causa de seu caso com Gemma. Enquanto isso, Amelia aparece no PacNorth para dizer a Owen que ela e Link estão tendo um bebê, e ele não aceita bem. Enquanto eles tratam uma mulher grávida que caiu da escada depois de tentar fazer um aborto, Owen irrita a paciente antes que ele e Amelia resolvam seus problemas de coração para coração. |              |                                |                     |                               |                         |                     |
| 350 | 8            | "My Shot"                      | Debbie Allen        | Meg Marinis                   | 14 de novembro de 2019  | 6.34                |
| Todos os cirurgiões do Grey Sloan se reúnem para o dia do julgamento de Meredith para determinar se ela manterá sua licença médica. Antes da audiência começar, Meredith percebe que um dos juízes do painel, Paul, é o médico que deixou de fazer um exame de cabeça de Derek que levou à sua morte. Embora Andrew, Owen e Alex deem testemunhos positivos, o conselho adversário é capaz de neutralizar os anos dos erros de Meredith no hospital, todos contados através de flashbacks. Bailey se recusa a dizer algo de bom sobre Meredith, enquanto Richard fica de pé para protegê-la, irritando Bailey. Quando Paul cita Zola, Meredith o perde o controle e o acusa de matar o marido, causando nele uma convulsão. Enquanto ele é enviado para o Grey Sloan e operado por Koracick com Amelia, Link e Teddy observando, o julgamento é adiado até Alex trazer dezenas de ex-pacientes de Meredith para dar declarações. Embora Paul não viva, Meredith consegue manter sua licença e Bailey oferece seu emprego de volta no Grey Sloan, que ela aceita. Após o julgamento, Jackson tenta agir contra Maggie, que ainda está afundando na morte de Sabie; Schmitt é excluído pelos outros residentes depois que é revelado que ele foi quem acidentalmente entregou Meredith a Bailey; e Andrew termina com Meredith quando ele percebe que ela não o respeita da maneira que fez com Derek. |              |                                |                     |                               |                         |                     |
| 351 | 9            | "Let's All Go to the Bar"      | Kevin McKidd        | Kiley Donovan                 | 21 de novembro de 2019  | 6.40                |
| No primeiro dia de Meredith de volta ao Grey Sloan, ela imediatamente se depara com o novo chefe de pediatria, Dr. Cormac Hayes, sobre um paciente que Meredith tratou no passado. Mais tarde, ela descobre que Cristina enviou Hayes para Meredith como presente, apelidando-o de "McWidow" devido à perda de sua esposa. Depois de conversar com Link e Nico, Andrew repensa sua decisão de terminar com Meredith, mas decide não falar com ela sobre isso ainda. Amelia e Bailey se relacionam durante a gravidez até que Bailey tenha um aborto espontâneo. Amelia descobre, durante o ultrassom, que está mais adiantada do que pensava, colocando a paternidade em questão. Já insegura de suas habilidades cirúrgicas, Maggie pede demissão do Grey Sloan depois que o coração de seu paciente não reinicia. Agora sem um chefe de cardio, Koracick dá a Teddy a posição e diz a ela que ele ainda quer um futuro com ela. Jo é voluntária em um programa de refúgio e cuida de um bebê abandonado na Estação 19; Mais tarde, ela revela a Link que ela trouxe o bebê para casa. Schmitt continua sendo evitado pelos outros residentes e busca conforto com Nico. Catherine descobre que Jackson terminou com Maggie e agora está namorando Vic, levando Catherine a desabafar suas suspeitas sobre Richard trapacear. Owen mostra um novo médico em potencial no PacNorth, enquanto Richard é distraído por Gemma aparecendo constantemente. No final do dia, muitos dos médicos ficam no Joe's Bar até um carro bater na parede. |              |                                |                     |                               |                         |                     |
| 352 | 10           | "Help Me Through the Night"    | Allison Liddi-Brown | Lynne E. Litt                 | 23 de janeiro de 2020   | 6.66                |
| Vários residentes são levados às pressas para o hospital após serem feridos no bar. Ben se encarrega de ajudar os pacientes, deixando Richard para cuidar de Bailey, que parece estar escondendo seus sentimentos sobre seu aborto recente. Sofrendo do que parece ser uma fratura pélvica, Helm passa de Meredith para Link e Nico e, finalmente, para Bailey e Webber, enquanto todos trabalham para salvar sua vida. Enquanto ajuda Parker a superar seu TEPT que foi desencadeado pelo acidente, Amelia pensa em contar a Link sobre sua consulta com ultrassom, e Teddy exala suas preocupações sobre Owen. Jackson e Owen tentam trabalhar nos ferimentos faciais de Simms, mas são constantemente interrompidos pelos check-ins de Koracick. Jo se une a Hayes por causa de seu bebê Safe Haven, enquanto Schmitt finalmente faz as pazes com Helm e Parker. Depois que todos sobrevivem, Owen pede Teddy em casamento, e ela aceita, para grande desdém de Koracick, e Andrew percebe que cometeu um grande erro ao pedir um tempo para Meredith. Maggie, agora recém-desempregada, luta para sair da cama e recebe mais más notícias quando descobre que está sendo processada pela morte de Sabie. Esse episódio conclui um crossover com Station 19, que começou em "I Know This Bar". |              |                                |                     |                               |                         |                     |
| 353 | 11           | "A Hard Pill to Swallow"       | Michael Medico      | Adrian Wenner                 | 30 de janeiro de 2020   | 5.56                |
| Amelia finalmente diz a Link que não tem certeza se ele ou Owen é o pai de seu bebê, e depois de ter tempo para pensar, Link diz que quer um teste de paternidade antes que eles decidam onde ficarão como casal. Meredith aprende mais sobre o passado de Hayes, enquanto trabalham em uma adolescente que caiu de vaping, enquanto ela luta com seus sentimentos persistentes por Andrew, que também está sem respostas para uma paciente misteriosa, Suzanne. Teddy admite para Owen que ela perdeu o anel de noivado e eles passam o dia procurando até descobrir que Leo o engoliu. Link, Jo e Jackson operam em um homem que engoliu um peixe durante sua despedida de solteiro, enquanto Koracick incomoda continuamente Bailey sobre seu tempo de folga antes de descobrir que era para lamentar seu aborto. Richard tenta tirar Maggie de seu humor, enquanto também lida com seus próprios problemas conjugais com Catherine. |              |                                |                     |                               |                         |                     |
| 354 | 12           | "The Last Supper"              | Nicole Rubio        | Jason Ganzel                  | 6 de fevereiro de 2020  | 5.47                |
| Em uma receita para o desastre, Jackson e Maggie tentam ser educados um com o outro no jantar de aniversário de Catherine e Richard. Jackson convida Vic, que também traz seu amigo, Dean, como um encontro às cegas para Maggie, apenas sem contar a ela primeiro. Depois que o jantar começa de forma constrangedora, as coisas pioram quando Jackson e Maggie não conseguem parar de brigar, levando Catherine a anunciar que ela e Richard estão realmente se separando. Embora o jantar lhes dê a chance de relembrar e considerar a reconciliação, a noite termina com Catherine determinada a comprar o PacNorth. Enquanto isso, Schmitt e Nico visitam o tio de Schmitt, que está internado. Depois de procurar seu tio antes de morrer, Schmitt descobre que seu tio era na verdade um gay fechado e em um caso extraconjugal com outro homem. Depois de saber que sua mãe sabia do segredo de seu tio, Schmitt decide se mudar porque sua mãe ainda não aceitou completamente sua sexualidade. |              |                                |                     |                               |                         |                     |
| 355 | 13           | "Save the Last Dance for Me"   | Jesse Williams      | Tameson Duffy                 | 13 de fevereiro de 2020 | 5.58                |
| Andrew usa o nome de Meredith para levar a Dra. Lauren Riley, uma diagnóstica surda da UCSF, para consultar sua paciente, Suzanne, cujos problemas médicos ele ainda não conseguiu descobrir. Com o Grey Sloan absorvendo o PacNorth conforme o pedido de Catherine, Koracick passa o dia balançando os trabalhos de Richard e Owen na frente deles, embora ele imediatamente conceda a Maggie sua posição de volta. Jo e Bailey tratam um adolescente que foi adotado, Joey, que está preocupado em se separar de seus irmãos adotivos, enquanto Schmitt e Meredith cuidam de uma ex-dançarina de salão cujo câncer se espalhou por todo o corpo. Amelia aguarda os resultados de seu teste de paternidade e compartilha um momento com Owen, embora mais tarde revele a Link que nunca executou o teste. Jo se preocupa com Alex ficar tanto tempo sem retornar seus telefonemas, e Schmitt diz a Nico que ele quer um relacionamento mais sério. O conselho do hospital se reúne para se unir contra as atitudes de Koracick. |              |                                |                     |                               |                         |                     |
| 356 | 14           | "A Diagnosis"                  | Greg Evans          | Julie Wong                    | 20 de fevereiro de 2020 | 5.99                |
| Ainda desesperado por uma resposta sobre os sintomas de sua paciente, Suzanne, Andrew começa a mostrar sintomas de transtorno bipolar semelhantes à mania de seu pai, levantando preocupações de Meredith e Carina. Enquanto Andrew é capaz de diagnosticar Suzanne, ele nega quando Meredith o confronta e termina com ela. Maggie tenta conversar com Amelia, que se trancou em casa para evitar Link e o teste de paternidade; quando Link aparece depois do trabalho, Amelia termina o relacionamento e anuncia que vai criar o bebê sozinha com a ajuda de suas irmãs. Enquanto trata um casal que foi atacado por um urso na floresta, Jo descobre que a esposa está tendo um caso extraconjugal e se preocupa com o fato de Alex não estar retornando as ligações porque está traindo ela. Bailey tenta animar Richard com um monte de novos médicos do PacNorth para ele mentorar, Hayes reúne Joey com seus irmãos adotivos, e Jackson finalmente dá a Maggie um pedido de desculpas muito atrasado por abandoná-la na floresta. |              |                                |                     |                               |                         |                     |
| 357 | 15           | "Snowblind"                    | Linda Klein         | Meg Marinis                   | 27 de fevereiro de 2020 | 6.00                |
| Uma nevasca que atingiu Seattle envia vários pacientes para o Grey Sloan, à medida que as temperaturas continuam a cair. Quando as estradas fecham, Andrew se oferece para viajar a pé pela neve, a fim de recuperar um órgão para o paciente de Hayes, comprovando o que Meredith e Carina pensam sobre a bipolaridade. Owen e Teddy lutam para salvar uma mulher grávida que foi atropelada por um carro. Enquanto Link fica de mau humor no hospital após o rompimento com Amelia, Teddy se preocupa que o bebê de Amelia possa ser de Owen e confirma suas suspeitas com Maggie, que envia Teddy para os braços de Koracick. Entre seus problemas de relacionamento com um Nico distante, Schmitt perde um paciente. Ao saber que Joey não planeja terminar a escola, Bailey leva-o ao hospital em busca de inspiração e depois pede que ele fique com ela, o que ele aceita. Meredith e Hayes se unem por causa de suas perdas compartilhadas e discutem sobre seus "primeiros", Jo diz a Link que ela tem quase certeza de que Alex a deixou e Jackson tem sua primeira briga com Vic. Esse episódio conclui um crossover com Station 19, que começou em "Ice Ice Baby". |              |                                |                     |                               |                         |                     |
| 358 | 16           | "Leave a Light On"             | Debbie Allen        | Elizabeth Finch               | 5 de março de 2020      | 6.30                |
| Após meses de silêncio, Alex finalmente explica sua ausência enviando cartas para Meredith, Jo, Bailey e Richard, onde cada um lê sua respectiva carta. As cartas revelam que Alex não estava visitando sua mãe, mas foi ao Kansas para conversar com Izzie, com quem ele se reconectou durante o julgamento de Meredith. No Kansas, Alex descobriu que Izzie usou os embriões que haviam congelado 10 anos antes e agora está criando seu filho e filha gêmeos. Percebendo que ele ama Izzie e Jo, Alex fez uma escolha para estar com Izzie, a fim de estar lá para seus filhos da maneira que seu pai não estava lá para ele. Alex agradece a todos por tudo o que fizeram por ele ao longo dos anos e diz que ele não voltará para Seattle. Depois de ler as cartas, Jo fica com os papéis do divórcio, Richard se irrita em uma reunião do AA, Bailey e Ben decidem oficialmente adotar Joey, e Meredith revela a Zola o que aconteceu com Alex. Esse episódio marca a saída do ator Justin Chambers que interpretava o Dr. Alex Karev, personagem introduzido na primeira temporada. |              |                                |                     |                               |                         |                     |
| 359 | 17           | "Life on Mars?"                | Michael Watkins     | Jase Miles-Perez              | 12 de março de 2020     | 6.27                |
| Um inventor rico visita o Grey Sloan, buscando um diagnóstico de Koracick para que possa inocentá-lo por um crime que ele cometeu. Depois de consultar o caso de Koracick, Meredith trata uma mulher diabética que tem racionado sua insulina para pagar pelo lar de idosos de seus pais. Enquanto se entregam a um humor sombrio durante sua vida amorosa desastrosa, Jo e Link trabalham para salvar um jovem que caiu nos trilhos do trem enquanto estava com a namorada. Teddy frenética tenta evitar Owen e Koracick depois de ter uma recaída com Koracick recentemente, embora ela se encontre em uma situação ainda mais confusa quando revela a Owen que ele pode ser o pai do bebê de Amelia e depois ela dorme com Koracick mais tarde naquele dia. Bailey tenta confortar Richard, mas ele ataca e diz a ela que pode estar saindo da cirurgia. Jackson e Vic brigam pelo status de seu relacionamento, levando ao rompimento, e Andrew continua mostrando sinais de mania, apesar de sua terapia exigida pelo hospital. Ao ouvir o conselho de Jo, Link tenta fazer um grande gesto para Amelia, e depois que eles se reencontram, ela revela que ele é o pai do bebê dela. |              |                                |                     |                               |                         |                     |
| 360 | 18           | "Give a Little Bit"            | Kevin McKidd        | Zoanne Clack                  | 19 de março de 2020     | 7.04                |
| Meredith lidera o primeiro dia de cirurgia pro bono do hospital, mas rapidamente se vê sobrecarregada pelo fluxo de pacientes; mais tarde, ela anuncia que o hospital realizará cirurgias gratuitas uma vez por mês, graças à nova fonte de financiamento de Koracick, apenas sem que seja administrada por ele primeiro. Andrew suspeita que uma jovem é vítima de tráfico humano por sua tia, mas quando ele levanta suas preocupações para o resto de seus colegas de trabalho, eles o acusam de estar em um estado maníaco, levando a seu colapso mental. Embora Meredith diga a ele que o ama e pede que ele não desista, mais tarde ele é visto imprudentemente acelerando em sua motocicleta. Agora alegremente de volta junto com Amelia, Link rejeita um trabalho como médico da equipe dos Marinheiros e recomenda Nico para o cargo, resultando no rompimento de Nico e Schmitt. Amelia e Teddy tratam um veterano com TEPT que ameaçou se explodir com uma granada. Koracick e Teddy continuam a esgueirar-se pelas costas de Owen. Jackson tenta encontrar alguém para ir com ele a um jogo de basquete que ele deveria assistir com Vic e, eventualmente, decide ir com Richard, que está lidando com a separação com Catherine. Jo luta para mudar seu sobrenome e se une a Schmitt por suas vidas miseráveis; eles finalmente concordam em ser companheiros de quarto. |              |                                |                     |                               |                         |                     |
| 361 | 19           | "Love of My Life"              | Allison Liddi-Brown | Kiley Donovan & Andy Reaser   | 26 de março de 2020     | 6.52                |
| Richard, Maggie, Teddy e Hayes viajam para a Califórnia para participar da Conferência de Inovação Cirúrgica de LA como representantes do Grey Sloan. Maggie inesperadamente se reúne com Winston, um homem com quem ela trabalhou durante a residência dele, e os dois acabam na cama juntos, embora ela recuse sua oferta de iniciar um relacionamento real com ele. Tendo conhecido sua falecida esposa no hotel em que a conferência está sendo realizada, Hayes reflete sobre os anos que antecederam a morte de câncer de sua esposa e ataca um representante farmacêutico nos dias atuais. Teddy fica surpresa quando ela encontra Claire, uma ex-amiga que namorou a melhor amiga de Teddy, Allison, e descobre que Claire sabia sobre o caso de Teddy e Allison há anos, mas nunca disse nada. Richard se prepara para a apresentação de sua caneta PATH, mas está distraído com a chegada de Catherine, que parece estar buscando reconciliação. No entanto, logo antes de sua apresentação, Richard percebe que sua noite com Catherine havia sido uma alucinação e, quando ele parece desorientado no palco, os médicos o levam ao hospital. |              |                                |                     |                               |                         |                     |
| 362 | 20           | "Sing It Again"                | Michael Watkins     | Jess Righthand                | 2 de abril de 2020      | 7.18                |
| Os médicos se unem em busca de um diagnóstico para Richard após seu episódio irregular, dois dias antes, na conferência médica. Depois de descartar várias possibilidades, Maggie enfrenta a realidade de que pode ser a doença de Alzheimer, mas Meredith está certa de que não. Quando Meredith aborda Richard prestes a se abrir, ela vê a rapidez com que sua condição está progredindo e pede ajuda a Andrew. Amelia e Link se preparam para o nascimento iminente de seu filho, mas quando ela entra em trabalho de parto falso, eles percebem o quanto estão ansiosos sobre o quanto suas vidas estão prestes a mudar. O mundo de Koracick fica abalado quando sua ex-esposa, Dana, aparece no hospital com seu filho, que precisa ser tratado de um tumor no cérebro, forçando Koracick a reviver a dor de seu falecido filho, David. Com a ajuda de Teddy, Koracick é capaz de superar seus medos e operar o garoto. Teddy opta por adiar o casamento com Owen. Link e Owen tratam um paciente que, depois de sair da anestesia, não consegue parar de cantar, enquanto Schmitt é incapaz de separar a vida profissional e doméstica agora que ele e Jo são colegas de quarto. |              |                                |                     |                               |                         |                     |
| 363 | 21           | "Put on a Happy Face"          | Deborah Pratt       | Mark Driscoll & Tameson Duffy | 9 de abril de 2020      | 7.33                |
| Como a condição de Richard continua se deteriorando, os médicos estão prontos para chamá-la de Alzheimer e mandá-lo para casa com Catherine porém Andrew descobriu que o metal cobalto da substituição da anca de Richard vazou veneno no sangue e causou todos os sintomas. Amelia entra em trabalho de parto e, embora Link seja puxado para a cirurgia de emergência de Richard, ela dá a luz a um bebê saudável com a ajuda de Bailey. Owen e Teddy se preparam para o casamento, que está marcado para a noite, mas Teddy recebe uma oferta tentadora de Koracick para fugir com ele. Enquanto Schmitt, Maggie e Owen tratam um jogador de beisebol que levou um taco no peito, Owen descobre sobre o caso de Koracick e Teddy pelo correio de voz e adia o casamento sem avisar Teddy primeiro. Enquanto Jackson, Jo e Hayes operam em uma adolescente com síndrome de Moebius, eles discutem suas vidas amorosas, levando Jo a provocar Hayes confusa sobre Cristina tê-lo enviado para Meredith. Meredith encontra Andrew tendo outro episódio bipolar e o leva para casa. |              |                                |                     |                               |                         |                     |

## Produção

### Desenvolvimento
Grey's Anatomy foi renovada para a décima sexta e décima sétima temporada em 10 de maio de 2019 pela American Broadcasting Company (ABC). Krista Vernoff, que atua como showrunner da série e produtora executiva, assinou um contrato de vários anos com a ABC Studios em 2019 para continuar trabalhando em Grey's Anatomy e no spin-off Station 19. O acordo também vinculou a produtora de Vernoff, Trip the Light Productions, à série. Em 12 de março de 2020, a produção da temporada foi suspensa devido à pandemia de COVID-19. Vinte e um dos vinte e cinco episódios originais foram concluídos antes da suspensão da produção. Em 27 de março de 2020, foi anunciado que o vigésimo primeiro episódio serviria como final da temporada; na época, não se sabia se os quatro episódios adicionais seriam produzidos ou não como parte da décima sétima temporada.

### Casting
Em 10 de maio de 2019, com o anúncio da renovação, foi revelado que Chris Carmack, Greg Germann e Jake Borelli haviam sido promovidos a regulares da série. Em outubro de 2019, foi anunciado que Richard Flood havia sido escolhido como o novo chefe de Cirurgia Pediátrica do Grey Sloan, substituindo Karev, que foi demitido na temporada anterior.

#### Saída de Justin Chambers
Em 10 de janeiro de 2020, foi anunciado que Justin Chambers deixaria a série, sendo seu último episódio o 350º, "My Shot", em novembro de 2019. Depois disso, ele deixou a série abruptamente. No entanto, Vernoff foi capaz de trazê-lo de volta para a narração em um episódio de despedida, explicando onde o personagem acabou. Este episódio, "Leave a Light On", se tornou o episódio mais discutido e analisado da temporada, com a saída do personagem de Chambers após quinze anos recebendo uma resposta polarizadora do público. No entanto, o episódio obteve um aumento na audiência, alcançando suas melhores classificações em seis semanas desde sua estreia de meio de temporada. A história visitou novamente a personagem de Katherine Heigl, Izzie Stevens, que partiu no meio da sexta temporada.

## Recepção

### Resposta da crítica
O site agregador de críticas, Rotten Tomatoes, deu à temporada uma classificação de 100% com uma avaliação média de 7.1/10, baseado em 7 avaliações.

### Audiência
| №  | Título                         | Exibição original       | Rating/share (18–49) | Audiência (em milhões) | DVR (18–49) | Audiência em DVR (milhões) | Total (18–49) | Audiência total (em milhões) |
| -- | ------------------------------ | ----------------------- | -------------------- | ---------------------- | ----------- | -------------------------- | ------------- | ---------------------------- |
| 1  | "Nothing Left to Cling To"     | 26 de setembro de 2019  | 1.5/8                | 6.51                   | 1.1         | 3.15                       | 2.6           | 9.67                         |
| 2  | "Back in the Saddle"           | 3 de outubro de 2019    | 1.3/6                | 6.09                   | 1.1         | 2.99                       | 2.4           | 9.07                         |
| 3  | "Reunited"                     | 10 de outubro de 2019   | 1.4/7                | 6.09                   | 1.1         | 3.31                       | 2.5           | 9.41                         |
| 4  | "It's Raining Men"             | 17 de outubro de 2019   | 1.2/6                | 5.75                   | 1.1         | 3.12                       | 2.3           | 8.88                         |
| 5  | "Breathe Again"                | 24 de outubro de 2019   | 1.3/6                | 6.10                   | 1.1         | 2.86                       | 2.4           | 8.97                         |
| 6  | "Whistlin' Past the Graveyard" | 31 de outubro de 2019   | 1.1/5                | 5.66                   | 1.1         | 3.07                       | 2.2           | 8.74                         |
| 7  | "Papa Don't Preach"            | 7 de novembro de 2019   | 1.3/6                | 6.16                   | 1.0         | 3.02                       | 2.3           | 9.19                         |
| 8  | "My Shot"                      | 14 de novembro de 2019  | 1.3/7                | 6.34                   | 1.0         | 2.81                       | 2.3           | 9.16                         |
| 9  | "Let's All Go To the Bar"      | 21 de novembro de 2019  | 1.4/7                | 6.40                   | 1.0         | 2.95                       | 2.4           | 9.37                         |
| 10 | "Help Me Through the Night"    | 23 de janeiro de 2020   | 1.2/7                | 6.66                   | 1.1         | 3.58                       | 2.5           | 10.25                        |
| 11 | "A Hard Pill to Swallow"       | 30 de janeiro de 2020   | 1.0/6                | 5.56                   | 1.1         | 3.25                       | 2.2           | 8.82                         |
| 12 | "The Last Supper"              | 6 de fevereiro de 2020  | 1.1                  | 5.48                   | 1.0         | 3.12                       | 2.1           | 8.60                         |
| 13 | "Save the Last Dance for Me"   | 13 de fevereiro de 2020 | 1.0                  | 5.58                   | 1.1         | 3.44                       | 2.2           | 9.00                         |
| 14 | "A Diagnosis"                  | 20 de fevereiro de 2020 | 1.1                  | 6.04                   | 1.0         | 3.28                       | 2.1           | 9.33                         |
| 15 | "Snowblind"                    | 27 de fevereiro de 2020 | 1.1                  | 6.00                   | 1.0         | 3.25                       | 2.2           | 9.26                         |
| 16 | "Leave a Light On"             | 5 de março de 2020      | 1.3                  | 6.30                   | 1.0         | 2.98                       | 2.3           | 9.30                         |
| 17 | "Life on Mars?"                | 12 de março de 2020     | 1.2                  | 6.27                   | 1.1         | 3.33                       | 2.3           | 9.62                         |
| 18 | "Give a Little Bit"            | 19 de março de 2020     | 1.5                  | 7.04                   | 1.0         | 3.05                       | 2.5           | 10.09                        |
| 19 | "Love of My Life"              | 26 de março de 2020     | 1.3                  | 6.52                   | 1.0         | 3.11                       | 2.4           | 9.63                         |
| 20 | "Sing It Again"                | 2 de abril de 2020      | 1.4                  | 7.18                   | 1.1         | 3.11                       | 2.5           | 10.30                        |
| 21 | "Put on a Happy Face"          | 9 de abril de 2020      | 1.4                  | 7.33                   | 1.1         | 3.08                       | 2.5           | 10.42                        |